# John Valentine Breakwell
John Valentine Breakwell (Suíça, 1917 — Palo Alto, 16 de abril de 1991) foi um engenheiro estadunidense.
Especialista em teoria de controle, foi professor de astronáutica na Universidade Stanford
Foi eleito membro da Academia Nacional de Engenharia dos Estados Unidos em fevereiro de 1981, foi laureado com o Prêmio Richard E. Bellman de 1983.